# جائزة هولندا الكبرى 1962
جائزة هولندا الكبرى 1962 هو سباق فورمولا 1 أقيم بتاريخ 20 مايو 1962 في حلبة بارك زانتفورت، هولندا. كان الأول من أصل 9 في بطولة العالم لسباقات الفورمولا واحد موسم 1962. حلّ البريطاني غراهام هيل أولا بينما جاء البريطاني تريفور تايلور في المركز الثاني وحصل على المركز الثالث الأمريكي فيل هيل.